# Interkommunale Betriebsansiedlung
Im Rahmen der Initiative Interkommunale Betriebsansiedlung (INKOBA) kooperieren mehrere österreichische Gemeinden bei der Entwicklung und Vermarktung von betrieblichen Standorten in Wirtschaftsparks.
Das ermöglicht die
- gemeinsame Sicherung, Entwicklung, Erschließung und Vermarktung von Betriebsstandorten bei Teilung der Kosten und Erträge
- Abstimmung von Schwerpunkten für einzelne Standorte in einer Region
- gemeinsame Vermarktung von Standorten.

## Geschichte
Die Technologie- und Marketinggesellschaft (TMG), die Wirtschaftsagentur des Landes Oberösterreich, hat seit Mitte der 1990er Jahre die interkommunale Zusammenarbeit gefördert, wobei sie von der Wirtschaftskammer Oberösterreich und vom Regionalmanagement Oberösterreich unterstützt wird. Seit März 2015 firmiert die TMG unter Business Upper Austria – OÖ Wirtschaftsagentur GmbH. Inzwischen ist INKOBA eine eigene Marke und wird intensiv in Oberösterreich beworben.  Die erste Aktivität fand 1998 statt und der erste Gemeindeverband wurde 2001 (Gemeindeverband Interkommunale Betriebsansiedlung Grieskirchen, St. Georgen und Tollet) gegründet.

## Statistik
28 Interkommunale Kooperationsgemeinschaften sind bereits gegründet, welche in folgenden Strukturen operieren:
- 23 Gemeindeverbände gemäß Oö. Gemeindeverbändegesetz 1988
- 5 Alternative Kooperationsgemeinschaften
  - 2 Vereine mit INKOBA Lengau und INKOBA Zukunftsraum Eferding
  - 2 privatrechtliche Vereinbarungen bei INKOBA Eitzing-Mehrnbach und Wirtschaftspark Innviertel
  - eine GmbH mit Wirtschaftspark Innviertel Reichersberg

### Besonderheiten
- Fünf Wirtschaftsparks: mit Wirtschaftspark Innviertel, Wirtschaftspark Innviertel Reichersberg, Perg-Machland, Powerregion Enns-Steyr und Voralpen Business Park
- Zwei INKOBAs agieren länderübergreifend mit jeweils zwei Salzburger Gemeinden (INKOBA Lengau und INKOBA Inneres Salzkammergut)
- Eine INKOBA mit INKOBA Gusental befindet sich aktuell in Gründung

## INKOBA Plattform
Die INKOBAs und Wirtschaftsparks leisten einen enormen Beitrag zur regionalen Standortentwicklung und fördern die erfolgreiche Ansiedlungspolitik in Oberösterreich wesentlich. Um alle Beteiligten bei der nachhaltigen Standortentwicklung weiter zu unterstützen, hat die Business Upper Austria - OÖ Wirtschaftsagentur GmbH Abteilung Investoren- und Standortmanagement die INKOBA Plattform gelauncht. Diese bietet eine umfassende Informationsplattform auf der sie u. a. hilfreiche Musterdokumente zum Download zu finden sind.

## Liste der INKOBA Verbände
| Nr. | Bezeichnung                                 | Kennzahl           | Kooperationsform                                       | Gründungsdatum | Mitgliedsgemeinden |
| 1   | INKOBA Grieskirchen, St. Georgen und Tollet | LGBl. Nr. 82/2001  | Gemeindeverbände gemäß Oö. Gemeindeverbändegesetz 1988 | 17.08.2001     | 3                  |
| 2   | INKOBA Pyhrn-Priel                          | LGBl. Nr. 3/2002   | Gemeindeverbände gemäß Oö. Gemeindeverbändegesetz 1988 | 24.01.2002     | 9                  |
| 3   | INKOBA Schärding                            | LGBl. Nr. 53/2003  | Gemeindeverbände gemäß Oö. Gemeindeverbändegesetz 1988 | 01.05.2003     | 6                  |
| 4   | INKOBA Region Freistadt                     | LGBl. Nr. 23/2019  | Gemeindeverbände gemäß Oö. Gemeindeverbändegesetz 1988 | 07.11.2003     | 27                 |
| 5   | INKOBA Donau-Ameisberg                      | LGBl. Nr. 128/2003 | Gemeindeverbände gemäß Oö. Gemeindeverbändegesetz 1988 | 08.11.2003     | 8                  |
| 6   | INKOBA Altheim-Geinberg                     | LGBl. Nr. 20/2004  | Gemeindeverbände gemäß Oö. Gemeindeverbändegesetz 1988 | 22.04.2004     | 13                 |
| 7   | INKOBA Mühlviertel-Mitte                    | LGBl. Nr. 81/2004  | Gemeindeverbände gemäß Oö. Gemeindeverbändegesetz 1988 | 01.12.2004     | 5                  |
| 8   | INKOBA Zukunftsraum Eferding                | ZVR-Zahl 651440572 | Verein                                                 | 11.04.2005     | 4                  |
| 9   | INKOBA Braunau-Neukirchen                   | LGBl. Nr. 92/2005  | Gemeindeverbände gemäß Oö. Gemeindeverbändegesetz 1988 | 01.09.2005     | 2                  |
| 10  | INKOBA Eitzing – Mehrnbach                  |                    | Privatrechtliche Vereinbarung                          | 01.01.2006     | 2                  |
| 11  | INKOBA Kronstorf - Hargelsberg              | LGBl. Nr. 104/2006 | Gemeindeverbände gemäß Oö. Gemeindeverbändegesetz 1988 | 14.09.2006     | 2                  |
| 12  | INKOBA Lengau                               | ZVR-Zahl 000424336 | Verein                                                 | 13.08.2007     | 4                  |
| 13  | INKOBA OÖ Ennstal                           | LGBl. Nr. 56/2008  | Gemeindeverbände gemäß Oö. Gemeindeverbändegesetz 1988 | 01.07.2008     | 7                  |
| 14  | INKOBA Hausruck Nord                        | LGBl. Nr. 19/2009  | Gemeindeverbände gemäß Oö. Gemeindeverbändegesetz 1988 | 19.03.2009     | 11                 |
| 15  | INKOBA SternGartl                           | LGBl. Nr. 51/2011  | Gemeindeverbände gemäß Oö. Gemeindeverbändegesetz 1988 | 01.07.2011     | 12                 |
| 16  | Wirtschaftspark Perg-Machland               | LGBl. Nr. 74/2012  | Gemeindeverbände gemäß Oö. Gemeindeverbändegesetz 1988 | 01.09.2012     | 25                 |
| 17  | Wirtschaftspark Powerregion Enns-Steyr      | LGBl. Nr. 109/2014 | Gemeindeverbände gemäß Oö. Gemeindeverbändegesetz 1988 | 01.01.2015     | 8                  |
| 18  | INKOBA Bezirk Braunau*                      | LGBl. Nr. 102/2015 | Gemeindeverbände gemäß Oö. Gemeindeverbändegesetz 1988 | 31.07.2015     | 37                 |
| 19  | INKOBA Bezirk Schärding*                    | LGBl. Nr. 103/2015 | Gemeindeverbände gemäß Oö. Gemeindeverbändegesetz 1988 | 31.07.2015     | 19                 |
| 20  | Wirtschaftspark Voralpen-Businesspark       | LGBl. Nr. 104/2015 | Gemeindeverbände gemäß Oö. Gemeindeverbändegesetz 1988 | 31.07.2015     | 17                 |
| 21  | INKOBA Bezirk Ried i.I.*                    | LGBl. Nr. 54/2016  | Gemeindeverbände gemäß Oö. Gemeindeverbändegesetz 1988 | 31.08.2016     | 33                 |
| 22  | Wirtschaftspark Innviertel                  |                    | Privatrechtliche Vereinbarung                          | 27.09.2016     | 91                 |
| 23  | INKOBA Oberes Innviertel                    | LGBl. Nr. 65/2016  | Gemeindeverbände gemäß Oö. Gemeindeverbändegesetz 1988 | 28.10.2016     | 7                  |
| 24  | INKOBA Inneres Salzkammergut                | LGBl. Nr. 4/2017   | Gemeindeverbände gemäß Oö. Gemeindeverbändegesetz 1988 | 01.02.2017     | 9                  |
| 25  | INKOBA Region Salzkammergut-Nord            | LGBl. Nr. 44/2017  | Gemeindeverbände gemäß Oö. Gemeindeverbändegesetz 1988 | 01.07.2017     | 11                 |
| 26  | INKOBA Oberes Mühlviertel                   | LGBl. Nr. 89/2018  | Gemeindeverbände gemäß Oö. Gemeindeverbändegesetz 1988 | 17.01.2018     | 38                 |
| 27  | Wirtschaftspark Innviertel Reichersberg     | ATU73112927        | GmbH                                                   | 07.03.2018     | 34                 |
| 28  | INKOBA Region Schwanenstadt                 | LGBl. Nr. 111/2020 | Gemeindeverbände gemäß Oö. Gemeindeverbändegesetz 1988 | 13.11.2020     | 9                  |